# براد تورنر (ملحن)
براد تورنر هو عازف جاز وملحن كندي، ولد في القرن العشرين في لانغلي في كندا.

## وصلات خارجية
- الموقع الرسمي
- براد تورنر على موقع ميوزك برينز (الإنجليزية)
- براد تورنر على موقع أول ميوزيك (الإنجليزية)
- براد تورنر على موقع ديسكوغز (الإنجليزية)